# Alica Bednáriková
Alica Bednáriková (* 1999 in Žilina) ist eine slowakische Drehbuchautorin und Regisseurin.

## Leben
Die in Žilina geborene Alica Bednáriková studierte Filmregie an der Hochschule für Musische Künste Bratislava und verwirklichte während ihres Studiums den Kurzfilm Chlieb náš každodenný, welcher auch unter dem internationalen Titel Liquid Bread bekannt ist. Nachdem der Film bereits 2021 veröffentlicht worden war, wurde der Film im darauffolgenden Jahr in der Kategorie La Cinéf auf den Internationalen Filmfestspiele von Cannes 2022 gezeigt. Zudem wurde der Film im selben Jahr auch auf dem Internationalen Filmfestival Karlovy Vary gezeigt.